# Akhtarin
Akhtarin (tiếng Ả Rập: أخترين) là một thị trấn ở phía bắc tỉnh Aleppo, tây bắc Syria. Thị trấn lớn nhất và trung tâm hành chính của Nahiya Akhtarin của quận A'zaz có dân số 5.305 trong cuộc điều tra dân số năm 2004.  Nằm 38 km (24 mi)     phía đông bắc thành phố Aleppo, các địa phương lân cận bao gồm Mare' ở phía tây nam, Dabiq ở phía tây bắc và Ziadiyah ở phía đông bắc. 

Akhtarin là trung tâm hành chính của Nahiya Akhtarin của quận Azaz.